# 總領袖 (英國童軍總會)
英國童軍總會總領袖（英語：Chief Scout）是英國童軍總會的最高首長。目前該職位由英國探險電視節目主持人貝爾·吉羅斯擔任。

## 歷史
總領袖職位是由羅伯特·貝登堡在成立英國童軍總會時創立，並擔任首任總領袖。在貝登堡過世後，一直是由英國當局派任。

## 總領袖列表
大英帝國與國協童軍總領袖（Chief Scouts of the British Empire and Commonwealth）
1. 羅伯特·貝登堡，1941年1月8日過世。
2. 亞瑟·索門斯-寇克斯（英语：Arthur Somers-Cocks, 6th Baron Somers），1942年3月，大英帝國童軍總領袖。
3. 湯瑪斯·科比特（英语：Thomas Corbett, 2nd Baron Rowallan），1945年4月，大英帝國與國協童軍總領袖。
4. 查爾斯·麥克萊恩（英语：Sir Charles Hector Fitzroy MacLean, 11th Baronet），1959年9月，大英國協童軍總領袖。1971年9月卸任英國童軍總領袖，但仍持續擔任大英國協童軍總領袖至1975年8月。

聯合王國與海外自治領童軍總領袖（Chief Scouts of the United Kingdom and Overseas Territories）
1. 威廉·格萊斯頓（英语：Sir William Gladstone, 7th Baronet），1972年7月。
2. 麥可·J·H·威爾許（英语：Michael J. H. Walsh），1982年2月。
3. 加思·莫里森（英语：Garth Morrison），1988年5月。
4. 喬治·珀迪（英语：George Purdy），1996年3月。
5. 彼得·鄧肯（英语：Peter Duncan (actor)），2004年9月5日[1]。
6. 貝爾·吉羅斯，2009年7月11日[2]。

## 任命
第一任英國童軍總會總領袖，由羅伯特·貝登堡擔任直至過世。當時的總會章程與法律都沒有規定該職位的撤銷、退休與繼任程序。隨後的總領袖任命由英國童軍總會理事會進行。

## 外部連結
- Meet the Chiefs
- The Passing Years – Milestones in the progress of Scouting.